# Bernart Etxepare
Bernart Etxepare (Beñat Etxepare) (ur. ok. 1480 w Sarrasquette w Królestwie Nawarry, zm. ok. 1545) – baskijski pisarz, proboszcz w kościele Saint-Michel-le-Vieux w Saint-Michel i wikariusz w Saint-Jean-Pied-de-Port. Autor pierwszej publikacji w języku baskijskim, zbioru wierszy pt. Linguae Vasconum Primitiae opublikowanego w roku 1545 w Bourdeaux.

## Dzieła
- Linguae Vasconum Primitiae (1545)